# Danh sách chi của Geometridae: W
Dưới đây là danh sách các chi của họ bướm đêm Geometridae:
A B C D E F G H I J K L M N O P Q R S T U V W X Y Z
- Warneckeella
- Warneckia
- Warrenaria
- Warrenia
- Wauchula
- Wehrliola
- Wilemania